# Big Al Carson

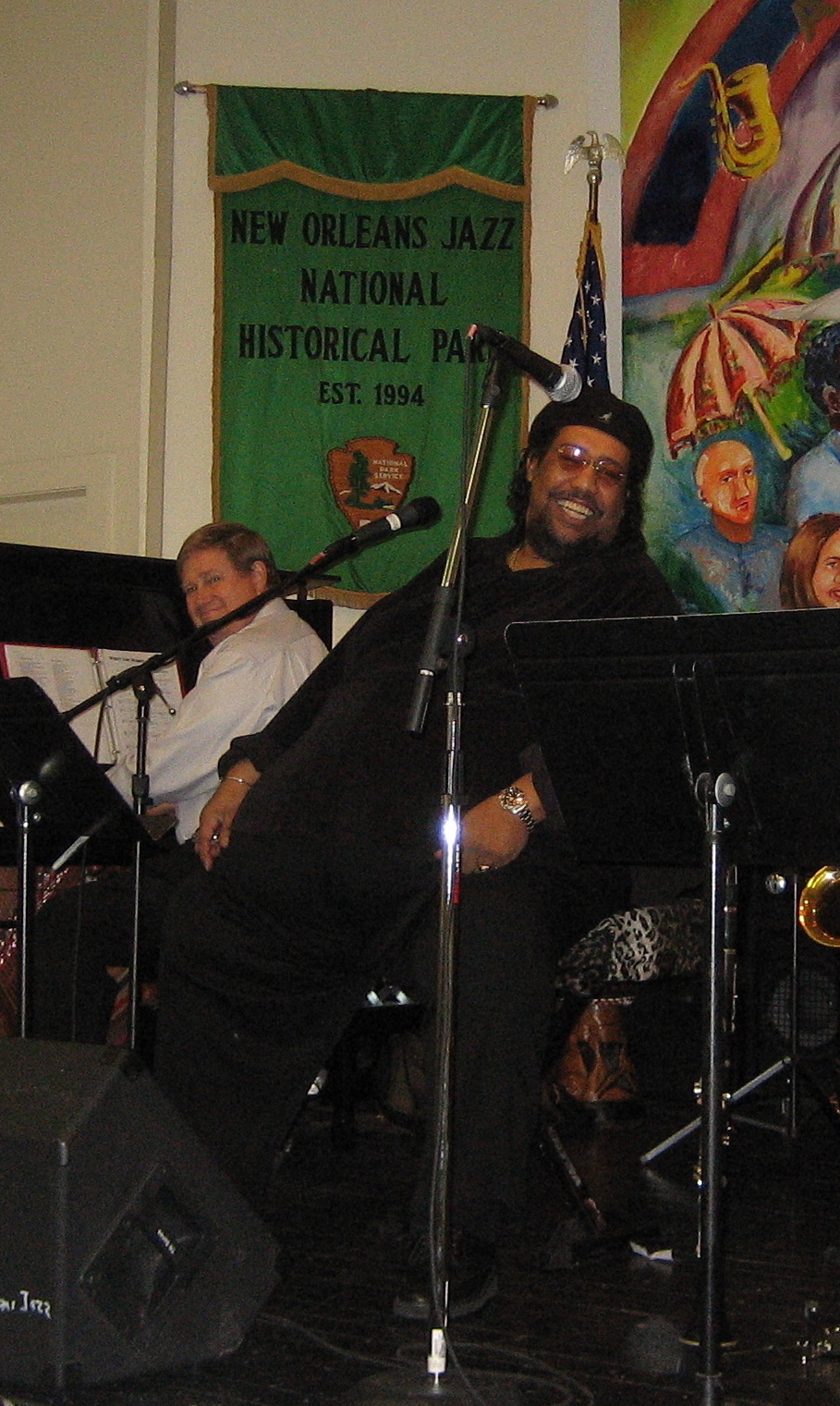
Al Carson (rechts) met pianist Lars Edegran, in 2005

Alton "Big Al" Carson (New Orleans, 2 oktober 1953 – aldaar, 26 april 2020) was een Amerikaanse blues- en jazzzanger.

## Biografie
Alton speelde al op jonge leeftijd tuba, waarmee hij speelde in brassbands in New Orleans (onder meer de Treme Band). Later ging hij ook trombone spelen en zingen. Hij werkte in allerlei groepen, waarmee hij af en toe ook opnam. In 1974 toerde hij voor het eerst in Europa, met Clive Wilson's band, en in datzelfde jaar begon hij zijn eerste rhythm & blues-groep, Better Half. Begin jaren tachtig leidde hij de band Rare Blend, later Rare Connexion geheten. Ook speelde hij in groepen van anderen, zoals de Snap Bean Band van Walter Payton (de vader van trompettist Nicholas Payton) en de Kid Johnson Big Band. Hij toerde (onder meer in Europa o.a. voor het Nederlandse Koninklijk Huis) als acteur/muzikant/zanger in de musical "One Mo' Time" en trad op in verschillende films. Hij heeft verschillende albums opgenomen, onder meer met zijn bands The Blues Masters en New Orleans Heartbreakers.
Hij overleed op 66-jarige leeftijd aan een hartaanval.

## Discografie (selectie)
- The Blues Masters Featuring Big Al Carson: Live at the Funky Pirate vols. 1, 2 , 3 & 4
- New Orleans Heartbreakers Meet "Big Al" Carson, 2000
- Take Your Drunken Ass Home, 2002
- Best of Big Al Carson, 2005
- 3 Phat Catz & 1 Skinny Dogg, 2010
- Live in New orleans-Big Al Carson Meets Maryland Jazz Band of Cologne, 2012